# Exetastes flavus
Exetastes flavus là một loài tò vò trong họ Ichneumonidae.